# Cameron International
Pour les articles homonymes, voir Cameron.
Cameron International Corporation est une multinationale américaine du secteur pétrolier fondée en 1833. La société, dont le siège est à Houston au Texas, fabrique des équipements pour l’exploration, le transport et la production pétrolière et gazière.
Cameron est cotée à la Bourse de New York, et fait partie de l'indice boursier Standard & Poor's 500. Le groupe se classe 399e dans la liste Fortune 500 des plus grandes entreprises américaines de 2010, avec un chiffre d'affaires dépassant les cinq milliards de dollars, ainsi que des bénéfices atteignant 475 millions de dollars.
En août 2015, Schlumberger acquiert Cameron International, pour 14,8 milliards de dollars en échange d'actions et de liquidités.

## Historique
En 1833, les frères Charles et Elias Cooper ouvrent une fonderie à Mount Vernon aux États-Unis. Les Coopers obtiennent une licence pour produire la machine à vapeur Corliss en 1869, et produisent des moteurs à combustion interne fonctionnant au gaz naturel dès 1900. La société fusionne avec la Bessemer Gas Engine Company en 1929 et devient dès lors Cooper-Bessemer Corporations. Puis la firme se diversifie en 1958 en créant En-Tronic Controls Group. Cinq années plus tard, elle acquiert Ajax Engine, puis Pennsylvania Process spécialisé dans la fabrication de compresseurs.
En 1965, la société entame une diversification majeure en se lançant dans diverses industries liées à l'automobile et à l'électricité. Deux ans plus tard, le siège social est déplacé au sud du pays, à Houston au Texas. En 1968, commence la coentreprise Cooper Rolls, en partenariat avec le constructeur d'automobiles de luxe Rolls-Royce.
Il s'ensuivra une série d'acquisitions en 1987. D'abord le new-yorkais Joy Manufacturing Company qui deviendra la division Cooper Turbocompressor, puis Demco Valve Company et W-K-M Valves Company qui deviendront la division Cooper Flow Control. Un an plus tard, Cooper acquiert le service après-vente Enterprise Engine.
L'année 1989 est marquée par l'une des plus importantes acquisitions de la société, Cameron Iron Works. Cette entreprise, qui sera renommée Cooper Oil Tool pour être intégrée au groupe en tant que division s'était diversifiée dans les équipements pétroliers.
En 1994, Cooper cède Petroleum et Industrial Equipment Group pour se concentrer sur les pièces électriques, automobiles, et l'outillage. Un an plus tard, Cooper Cameron Corporation a été détachée en tant que société cotée en bourse avec une direction distincte. Cameron et la division Cooper Cameron Valves sont formées à partir de Cooper Oil Tool.
La firme acquiert de nombreuses sociétés différentes de 1996 à 1998. Ingram Cactus Corporation, Tundra Valve & Wellhead Corporation, Wellhead Services et Marta Company sont intégrées à Cameron. Ajax Repair & Supply, General Turbine Systems, PDQ Machine, et certains actifs d'Enox Technologies sont intégrés à Cooper Energy Services. Daniel Ball Valve et Orbit Valve International sont intégrées à Cooper Cameron Valves.
En 1999, la division des compresseurs est vendue à Rolls-Royce et Cooper Energy Services fusionne avec Nickles Industrial Manufacturing et achète Elliot Turbocharger Group. Trois ans plus tard, Cooper Cameron Valves acquiert Nutron Industries et en 2003, Cooper Energy Services et Cooper Turbocompressor fusionnent pour former Cooper Compression.
Le XXIe siècle est marqué par une série d'acquisitions d'une trentaine d'entreprises, dont notamment Petreco International acquis en 2004. En 2006, Cooper Cameron Corporation change officiellement de nom, devenant Cameron International Corporation.

## Implantations
Cameron est présent dans plus de 300 sites à travers le monde, et se divise en trois secteurs géographiques clés du globe. NSAM concerne la région Amérique, EACR concerne la région Europe, Afrique, Asie centrale, Russie, et APME concerne la région Asie-Pacifique et Moyen-Orient.

### France
Cameron France SAS est la filiale française de Cameron International Corporation, dont le siège est à Béziers en Occitanie.